# Бруслинов
Брусли́нов (укр. Бруслинів) — село на Украине, находится в Литинском районе Винницкой области.
Код КОАТУУ — 0522481303. Население по переписи 2001 года составляет 985 человек. Почтовый индекс — 22333. Телефонный код — 4347.
Занимает площадь 0,314 км².
В селе действует храм Рождества Пресвятой Богородицы Литинского благочиния Винницкой епархии Украинской православной церкви.

## Адрес местного совета
22336, Винницкая область, Литинский р-н, с. Бруслинов, ул. Ленина, 14